# Степановка (Константиновский район)
Степановка (укр. Степанівка) — село на Украине, находится в Константиновском районе Донецкой области.
Население по переписи 2001 года составляет 624 человека. Почтовый индекс — 85140. Телефонный код — 6272.

## Адрес местного совета
85140 Донецкая область, Константиновский район, п. Артёма, ул.Центральная, 6а